# خاک‌های نرم کوشک
خاک‌های نرم کوشک کتابی نوشتهٔ سعید عاکف در حوزهٔ جنگ ایران و عراق است و پیرامون زندگی عبدالحسین برونسی است. گفته می شود این کتاب پرفروش ترین کتاب فارسی منتشر شده بعد از انقلاب است. این کتاب رمان نیست و در گروه زندگی نامه ها قرار می گیرد.

## موضوع
«خاک‌های نرم کوشک»، زندگی‌نامه و خاطرات عبدالحسین برونسی، فرمانده تیپ ۱۸ جواد الائمه را از تولد تا زمان مرگش روایت می‌کند که در قالب خاطراتی به نقل از خانواده و همرزمانش گردآوری شده است.

## انتشار
این کتاب تا اوایل سال ۱۳۹۸ به چاپ دویست و بیست و پنجم رسید که با نسخه ۲۲۰ خود در سی ودومین نمایشگاه بین‌المللی کتاب تهران حاضر شد. 

## دیدگاه ها راجع به کتاب
در ۲۶ خرداد ۱۳۸۵، سید علی خامنه‌ای رهبری جمهوری اسلامی در سخنانی به تعریف و تمجید از این کتاب پرداخت.

## انتشار به سایر زبان‌ها
این کتاب به زبان انگلیسی عربی و اردو ترجمه شده است.
ترجمه انگلیسی کتاب به سرپرستی محمد برومندی منتشر شده است.
ترجمه اردوی کتاب را خان محمد صادق جونپوری، دانشجوی دکتری زبان فارسی دانشگاه دهلی هند، انجام داده و عنوان اردوی آن «بابا خداحافظ» است.
این کتاب در شمارگان یک هزار نسخه و به صورت مصور چاپ و منتشر شده است.

### ادبیات جنگ
این کتاب جزء آثار موفق ادبیات جنگ است که درباره زندگی یکی از فرمانده های ایران در جنگ ایران و عراق است. نویسنده با بیشتر کسانی که از زندگی و جنگ ها و سابقه فعالیت برونسی خبر داشته اند مصاحبه کرده و به ترتیب زمانی با چینش مرتب آن ها را پی در پی آورده و کتاب خوش خوان و زیبا نوشته است. کتاب حاوی مطالب ماوراء طبیعی و نوعی کشف و کرامات است.